# 風雨来記
『風雨来記』（ふうらいき）は、フォグが2001年1月18日に発売したPlayStation用の恋愛アドベンチャーゲームである。2006年9月28日に、CGの高解像度化・ボイスの一新・おまけシナリオの追加が行われたリニューアル版がPlayStation 2にて発売された。2025年3月14日に配信された新作発表会”日本一ソフトウェア UNTITLED//”にて風雨来記5の発表と併せて、本作が2025年3月27日よりSteamで配信されることが発表された。
2005年11月10日には沖縄が舞台の続編『風雨来記2』、2013年5月31日には北海道の全地域を舞台とした続編『風雨来記3』、2021年7月8日には岐阜県を舞台とした『風雨来記4』が発売された。2025年7月31日には三重県を舞台とする『風雨来記5』が発売される予定である。

## 概要
旅をテーマに制作されたゲームで、北海道が舞台となっている。イベント総数は500以上が用意されており、ゲーム中の背景グラフィックは現地で撮影した写真が使用されている。ツーリング風の移動モードでは、バイクに乗って道路を進み、分岐点に差しかかると矢印が表示される。進みたい方向を選択して目的地へ向かう。分岐点までは自動的に道路を進む。全体マップで現在地を確認することも可能。プレイすると実際に北海道をバイクで旅しているかのような感覚を体験することが可能である。
特徴として、主人公を含む登場人物の年齢が比較的高いこと、結ばれたヒロインとは必ず別れることという点がある。ヒロインに恋して別れることによって、放浪するだけだった主人公が成長するという展開になっている。

## ストーリー
主人公は、一風変わった旅の記事をウリとする雑誌「ふうらい」の専属ルポライター。彼は、幼い頃に母親を失うが、親友のおかげで、心の苦痛の酷さから立ち直った。そして、高校2年のある日、父親が交通事故で死亡。それと同時期に親友も帰らぬ人となってしまう。それから2年が経ち、主人公はルポライターとして活動する毎日を送っていた。
今回、彼は雑誌の企画として、北海道で1か月にわたる野宿雑誌のレポートを行うことになる。主人公は旅をもとに記事を作成するだけでなく、「心光展」という写真コンクールに挑戦しようと決意していた。主人公が乗るカーフェリーは、間もなく北海道に到着。彼の新しい旅が始まろうとしていた。

## システム
基本的に北海道の各所を移動モードで周り、各ポイントについたらアドベンチャーモードで探索してそのエリアを取材、その日の移動が終わったら取材の内容を元に記事を作成するモードから成り立っている。移動モードは道路をバイクから真正面で見た視点になっていて一定時間が経過するごとに強制的に次の画面に切り替わる。交差点では上部に進行方向先の画面が複数用意されてカーソルで選択するようになっている。つまり強制スクロールのダンジョンと捉えればよい。この時の画面はほぼ現地で撮影した実写（知床を走行中=本当に知床の道路写真、等）で北海道の雰囲気を醸し出しているが、一部に使い回しも見られる。摩周湖や釧路といった名所のポイントに付くと、アドベンチャーモードに切り替わる。実写背景のマップ内を歩き回ることができる。このとき記事のネタを獲得したり、写真を撮影できるほか、旅行者との出会いやヒロインと歩き回るなどのイベントが発生することもある。なお、ポイントはカムイワッカの滝や摩周湖第一展望台といったメジャーな場所から、神の子池やセセキ温泉といったマイナーな場所まで各種取り揃えられている。移動や写真撮影をすると体力が消耗していくので、適当なタイミングでキャンプモードへ移行する必要がある。体力がゼロになった場合は、強制的にキャンプを張ることになる。このとき、キャンプが不可能な場所でキャンプモードへ移行したり、体力を失った場合（例えば釧路駅前）は指定されたキャンプ地（釧路駅前の場合は塘路）へと強制移動させられる。体力ゼロで強制キャンプの場合、翌日の体力減少等のペナルティがある。また体力いかんに関係なくイベントがない限り毎週日曜日は取材出来ない。取材を終えたらキャンプモードに入る。キャンプモードでは、各ポイントで得られた記事のネタから一つを選び、適切なセンテンスや写真を選んでゲーム上のインターネット（あくまでゲーム上であり、実際にインターネットに接続する訳ではない）に転送する。またゲーム上のインターネットに接続し、自分のサイトや掲載記事に対する読者の反応、ランキング順位を確認することもできる。「心光展」ではランキング形式で他のサイトと競い合い、1位を獲得することが目的とされている。複数個所を取材しても記事にできるのは1箇所のみであり、書かなかった記事も翌日、取材をすると上書きされてしまい繰り越せない。ヒロインは3人で、それぞれに1種類ずつのルートが用意されており、このいずれのルートも通らなかった場合と合わせてEDは4種類ある。なお、「心光展で1位を取ることが目標」なのにもかかわらず、なぜか絶対に1位を取れない仕様になっている。

## キャラクター
※声優は左から「PS版 / PS2版」の順。
相馬 轍（そうま てつ）
主人公。駆け出しのルポライターで旅行関連書がメインの中小出版社に勤めている。
以前に出した東北を野宿で回るルポが評判となり、出版界のオリンピックといわれる「心光展」のインターネット部門参加資格を得てランキング1位を目標に1か月間の北海道野宿レポートに旅立った。
幼い頃の冒険心を持ったまま成長した青年で、ずば抜けたアウトドアテクニックを持っている。
父親は心光展の写真部門でグランプリを獲得しているが、幼少期に死別。「いつか免許を取って一緒に旅をしよう」と固く誓い合っていた親友の「アイツ」の事故死に激しくショックを受け、両親と親友を失い、常に孤独で現在も後遺症を引きずっている。
時坂 樹（ときさか いつき）
東京都港区出身 11月8日生まれ・O型
身長：159cm 体重：48kg B 83 / W 57 / H 86（声：中矢由紀 / 佐藤利奈）
摩周湖の展望台で出会う少女。腰まで伸びたストレートヘアに白と黄色を基調としたドレスを着ているお嬢様然とした外見の持ち主で、ひたむきで何事にも一生懸命なのだが、少しとろいなど服装から受ける印象と同様に浮世離れしたタイプ。
明るくはあるが、笑顔の合間に寂しい表情を見せる。
滝沢 玉恵（たきざわ たまえ）
神奈川県鎌倉市出身 8月13日生まれ・B型
身長：155cm 体重：47kg B 86 / W 61 / H 90（声：妹尾真理 / 平松晶子）
北海道に向かうフェリーの中で出会った女性。ライダー風のジャケットとジーンズ、腰まで伸ばした三つ編みが特徴。マイペースで自分に正直な性格。活発で自由に憧れるためバイク好きでもある。免許取り立てで北海道にやってきたキャンプ初心者。そのため最初のうちは轍の世話になる。飄々とした捉えどころのない性格で、天然ボケが強く疑われる。
斉藤 夏（さいとう なつ）
名古屋市出身 2月2日生まれ・A型
身長：155cm 体重：43kg B 79 / W 56 / H 84（声：多田智美 / 中原麻衣）
フェリーの中で出会う双子の妹。高校生。肩までのボブと外見はほとんど同じで夏はオレンジ色のスカートに水色のフードつきジャケット、冬は白のワンピースにピンクのカーディガンと服装だけが異なる。
気が強くて意地っ張りだが、根は優しくていい娘。大切な約束を果たすために北海道にやって来て岬巡りをしているのだが、大切な何かを思い出せなかった。
斉藤 冬（さいとう ふゆ）
名古屋市出身 2月2日生まれ・A型
身長：155cm 体重：43kg B 79 / W 56 / H 84（声：多田智美 / 中原麻衣）※二役
冬は夏と対照的にとろくておとなしくてぼんやりとした少女で、身体が弱く病床で旅行雑誌を読みふけっていた。以前から主人公が書いていた記事の内容を知っている愛読者の１人で、旅行中はマメにメールを送って来る。
食に対して異様なまでのこだわりを見せる。趣味はクッキー作りだが、そのクッキーは食べた者を悶絶させる。
森岡 由美（もりおか ゆみ）
北海道函館市出身 7月30日生まれ・A型
身長：166cm 体重：46kg B 82 / W 58 / H 85（声：井上こより / 山田美穂）
『美少女花札紀行 みちのく秘湯恋物語』（1997年発売）のヒロインの1人。ある条件を満たすと登場する。
島田 光（しまだ ひかり）
（声：なし）
主人公の幼馴染。ショートヘアでバンダナを巻いている。PS版では氏名不詳だったが続編『風雨来記2』で名前が判明し、PS2版では追加シナリオが用意される。
幼い頃、喧嘩に巻き込まれて助けてもらったのが縁で轍と知り合い、それからはいつも行動を共にする仲になる。両親が不仲で、それゆえに主人公とは足りない部分を補い合う存在だった。恋人を通り越して自分の一部ともいうべき存在で、主人公はその関係をバイクの前輪と後輪に例えていた。
いつか一緒にバイクで旅することを誓い合っていたが交通事故で早世。しかし轍のためにバイクを残しており、本作品内で轍はそのバイクで北海道の大地を駆けている。
彼女の死は轍にとって自分の半身を失ったようなものであり、轍は失われたものを補うために旅を続けているといっても過言ではなかった。

## スタッフ
- 企画：浅野公一
- スーパーバイザー：加藤直樹
- シナリオ：浅野公一・小林且典（視影堂本舗）・卑影ムラサキ（Heliogabale）・戸田雅人
- 音楽：風水嵯峨（Human Product Studio）
- キャラクターデザイン：岸上大策・小林雅也（サブキャラクター）
- 作画監督：宮永幸一郎

## 関連書籍
- 風雨来記 オフィシャルコンプリートワークス（高橋書店）
  - 2001年2月10日初版 ISBN 4471360655
- ゲームコミック・風雨来記（ラポート）

1. 2001年3月23日初版 ISBN 4897994020
2. 2001年5月7日初版 ISBN 4897994071